# Mariakerk (Krakau)
De katholieke Mariakerk (Pools: Kościół Mariacki), ook bekend onder de naam Maria-Hemelvaartkerk (Pools: Kościół Wniebowzięcia Najświętszej Maryi Panny), is een gotische kerk aan de noordoostelijke rand van de Grote Markt in Krakau. De kerk heeft een gedetailleerd interieur en staat vooral bekend om het hoogaltaar van Veit Stoss. De Mariakerk is vanwege de grote hoeveelheid kunstschatten zonder meer een van de belangrijkste bezienswaardigheden van Krakau. Sinds 1962 mag de Mariakerk zich een basiliek noemen.

## Geschiedenis
Op de plaats van een romaans kerkgebouw uit de jaren 1221-1222 werd vanaf 1355 een begin gemaakt met de bouw van de Mariakerk. De kerk is een klassiek voorbeeld van Pools-gotische architectuur en stond model voor andere kerken van Polen in de diaspora.
In de middeleeuwen werd in verband met de groeiende Duitstalige bevolking van de stad het Duits de voertaal en Poolstalige diensten verplaatst naar de naburige Sint-Barbarakerk. Op een zitting van het Pools parlement (Sejm) in de winter van 1536-1537 werd door koning Sigismund I het gebruik van de Poolse taal opnieuw in de Mariakerk ingevoerd en de Sint-Barbarakerk de kerk voor de Duitstalige bevolking. Hieruit blijkt een groeiend nationaal zelfbewustzijn dat in nationale trots tot uitdrukking kwam, alhoewel het ook een gevolg was van de verpoolsing van de Duitse bevolking.       
De kerk kreeg in de jaren 1750-1753 een vijfzijdig barok portaal naar ontwerp van Franciszek Placidi. In dezelfde periode werd het interieur van de kerk ook verrijkt met 26 barokke altaren en ander barok kerkmeubilair.
Voor de met een toren gekroonde polygonale vorm van het portaal stond de Heilig Grafkapel te Jeruzalem model. De houten deuren zijn versierd met de uit hout gesneden hoofden van profeten, apostelen en Poolse heiligen (Karol Hukan, 1929). 
Het bij de kerk gelegen kerkhof werd na 1802 opgeheven en heet tegenwoordig het Mariaplein. Vanaf de jaren 1990 tot 2003 vond er een omvangrijke restauratie plaats en keerde het gebouw terug naar de oude glorie.

## Torens
De Mariakerk heeft twee torens. De noordelijke toren, de zogenaamde Hejnałtoren, is met 81 meter de hoogste toren en heeft een laatgotische spits als afsluiting. Om de spits hangt een vergulde kroon uit 1666. De zuidelijke toren is met 69 meter minder hoog en heeft een renaissance-bekroning. In deze toren hangt het vierstemmige middeleeuwse gelui. Volgens een legende zouden de torens door twee elkaar beconcurrerende broers gebouwd zijn. Terwijl de ene broer de toren voltooide en de andere broer nog met de bouw bezig was, stak de ene broer de andere dood uit angst dat zijn toren in hoogte zou worden overtroffen door de nog in aanbouw zijnde toren. Het mes waarmee de moord werd gepleegd is tegenwoordig nog in de lakenhal te zien.     
Vanaf een hoogte van circa 54 meter wordt sinds de 14e eeuw door een brandweerman elk vol uur een korte, niet voltooide melodie geblazen: de Hejnał.

## Interieur
Het belangrijkste kunstwerk betreft het hoogaltaar van Veit Stoss. Het is het grootste altaar van Europa in zijn soort en werd in de jaren 1477-1489 vervaardigd. Het altaar werd mogelijk gemaakt door een schenking van de burgerij van Krakau. Het Maria-altaar heeft een afmeting van 11 meter breed bij 13 meter hoog. De hoogte van de realistisch weergegeven beelden bedraagt circa 2,7 meter. De constructie van het altaar werd van eikenhout gemaakt, de beelden uit lindehout gesneden. In geopende stand worden scènes van de vreugdevolle geheimen van Maria getoond, bij gesloten stand zijn twaalf droevige scènes uit het leven van Maria te zien. 
In de zijbeuk hangt in een barok altaar een kruisbeeld van voor 1496, waarschijnlijk eveneens gemaakt door Veit Stoss. Links van het kruisbeeld bevindt zich een indrukwekkend ciborium in de vorm van een kerkgebouw, een ontwerp van de beeldhouwer en architect Giovanni Maria Padovano uit 1552. De Mariakerk heeft een groot aantal barokke altaren.
Het kleurrijke neogotische interieur werd in de jaren 1887-1891 toegevoegd.

## Afbeeldingen

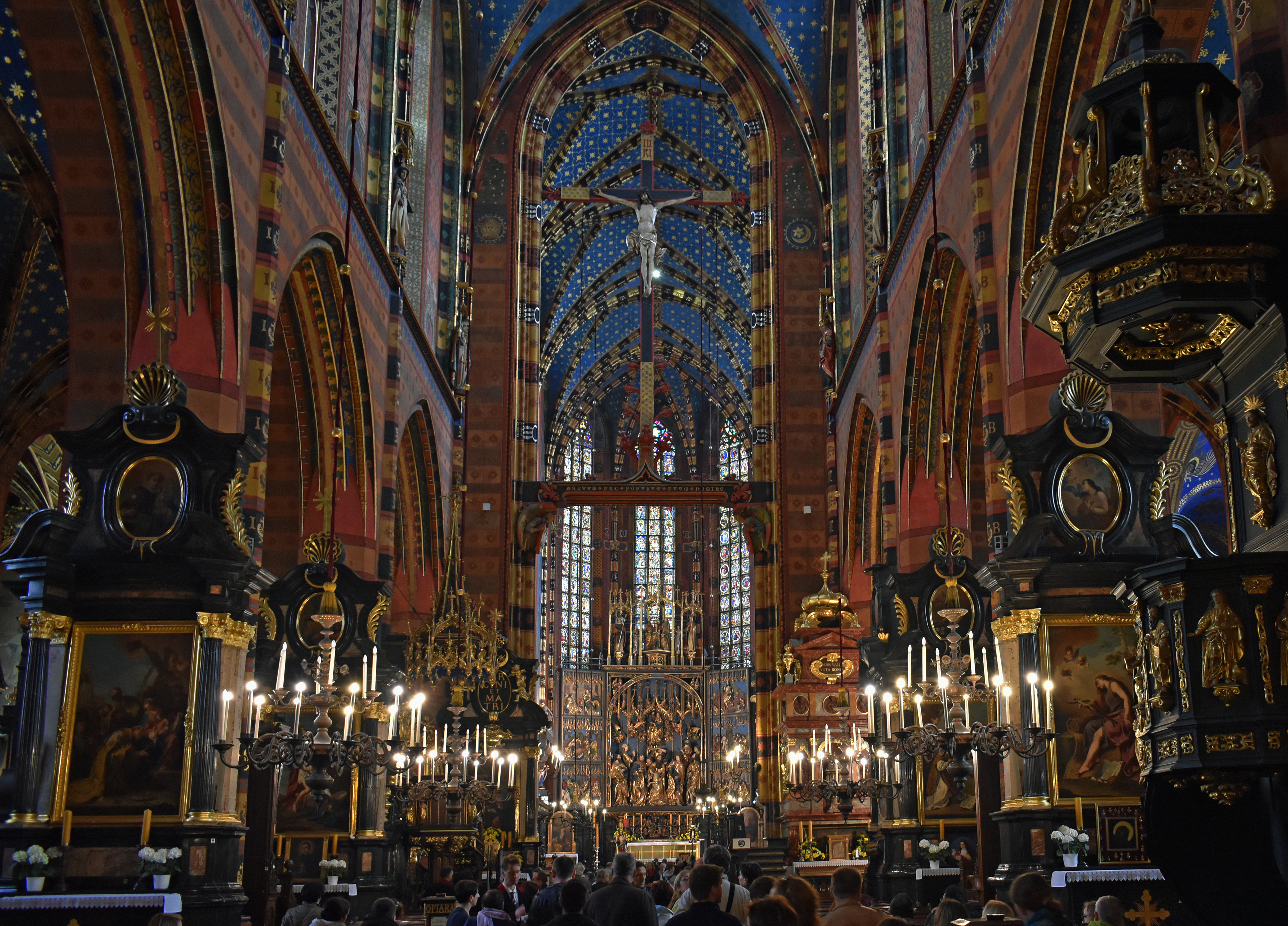
Interieur
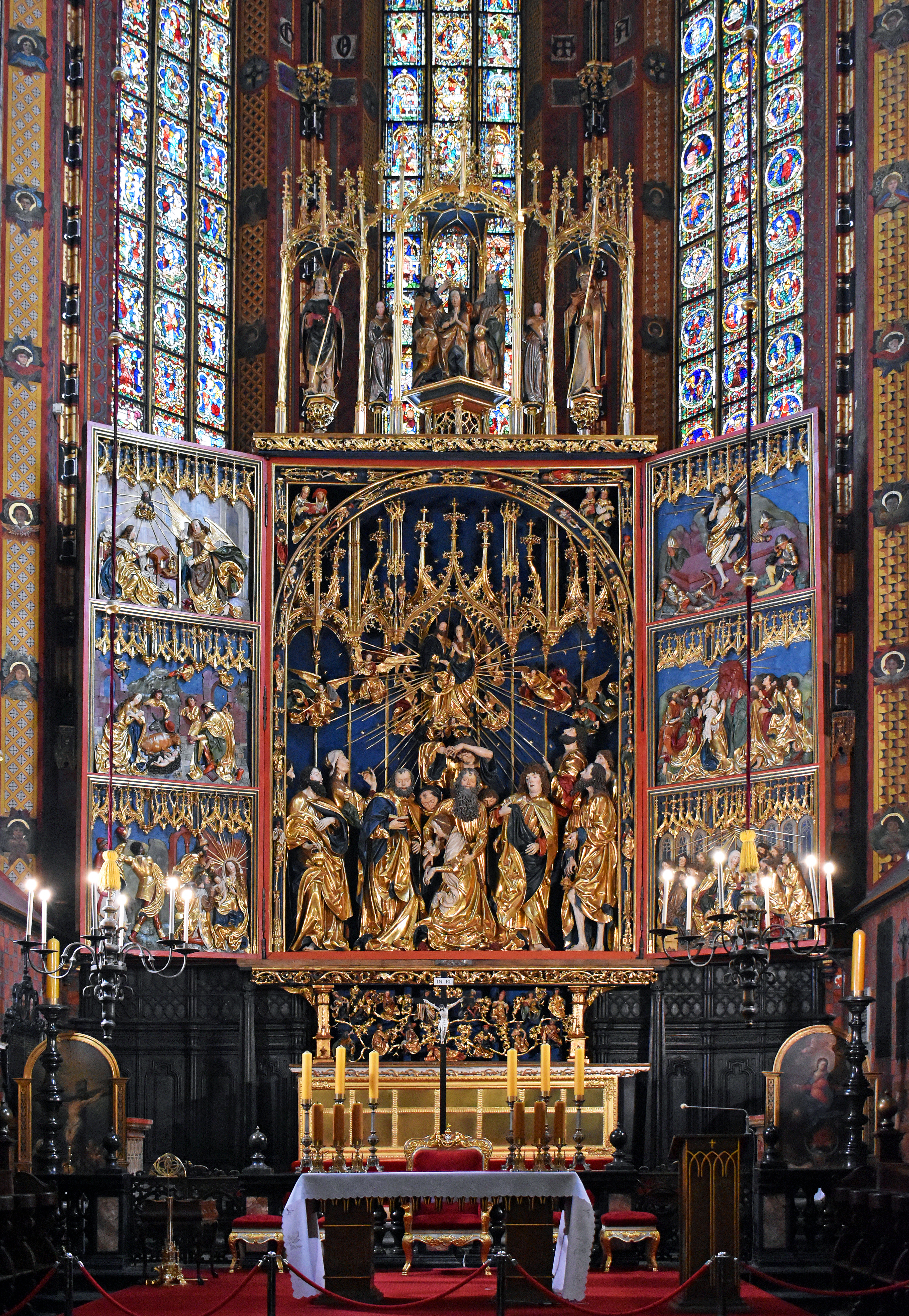
Hoogaltaar van Veit Stoss
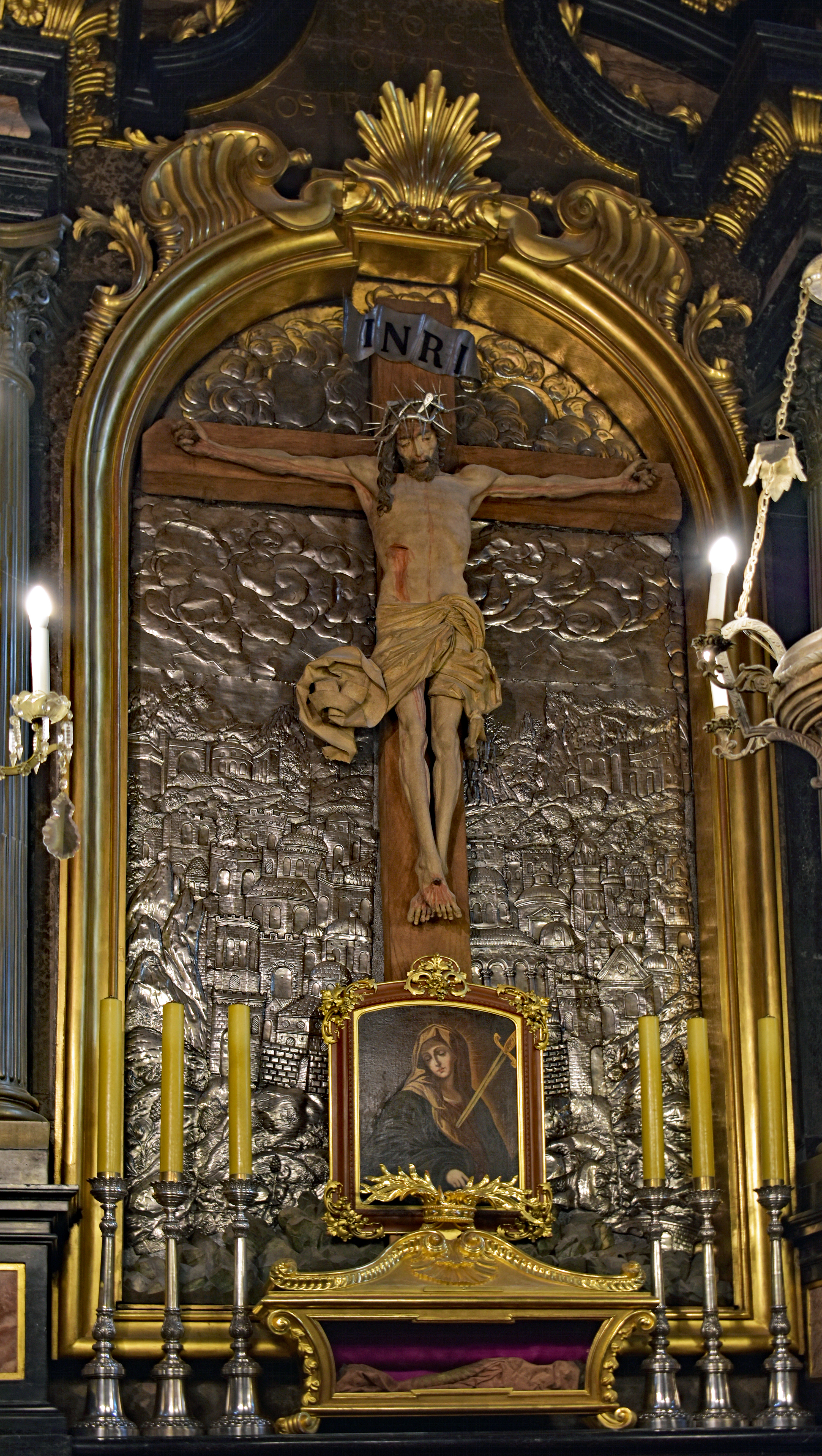
Crucifix
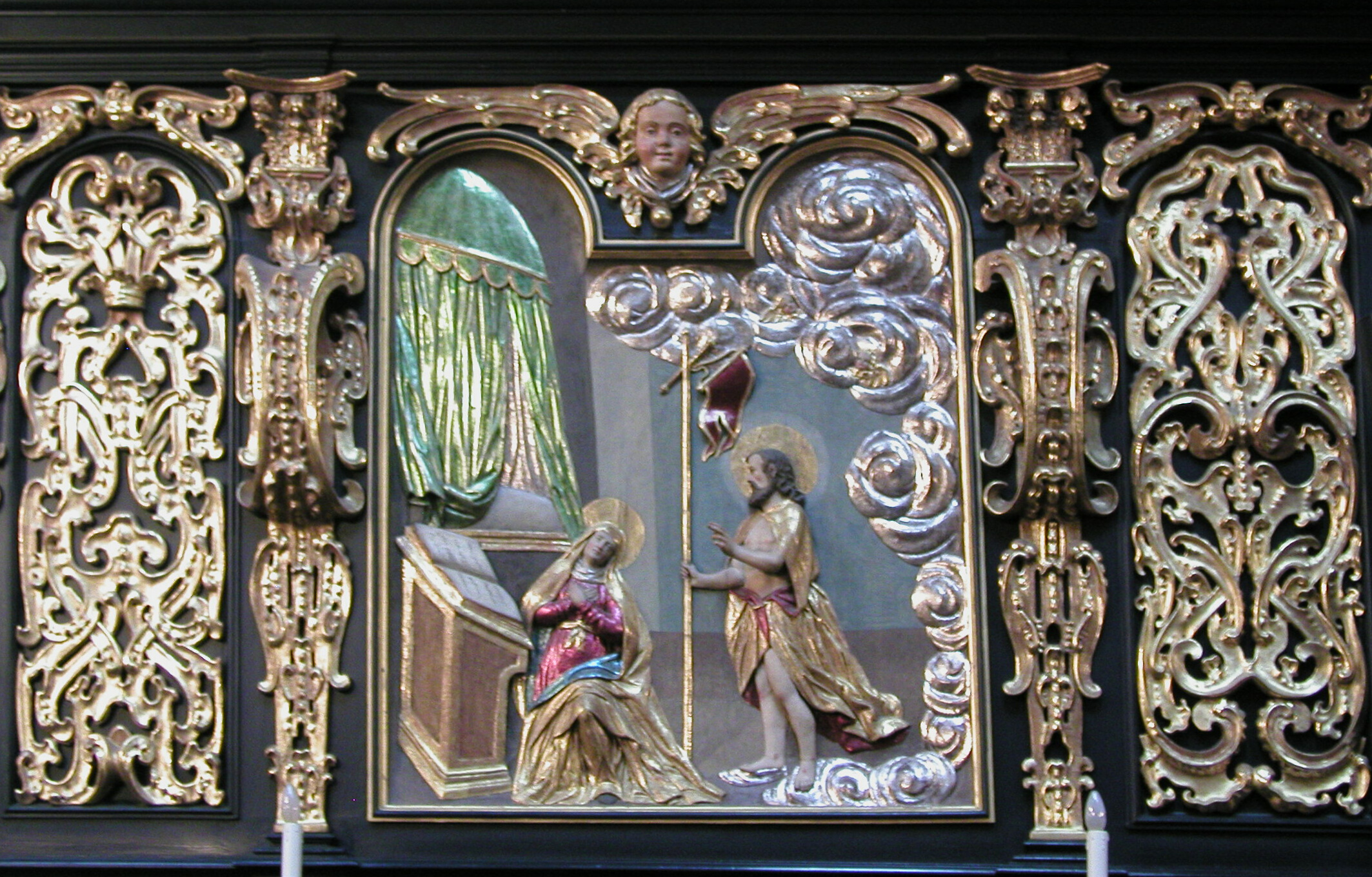
Koorgestoelte
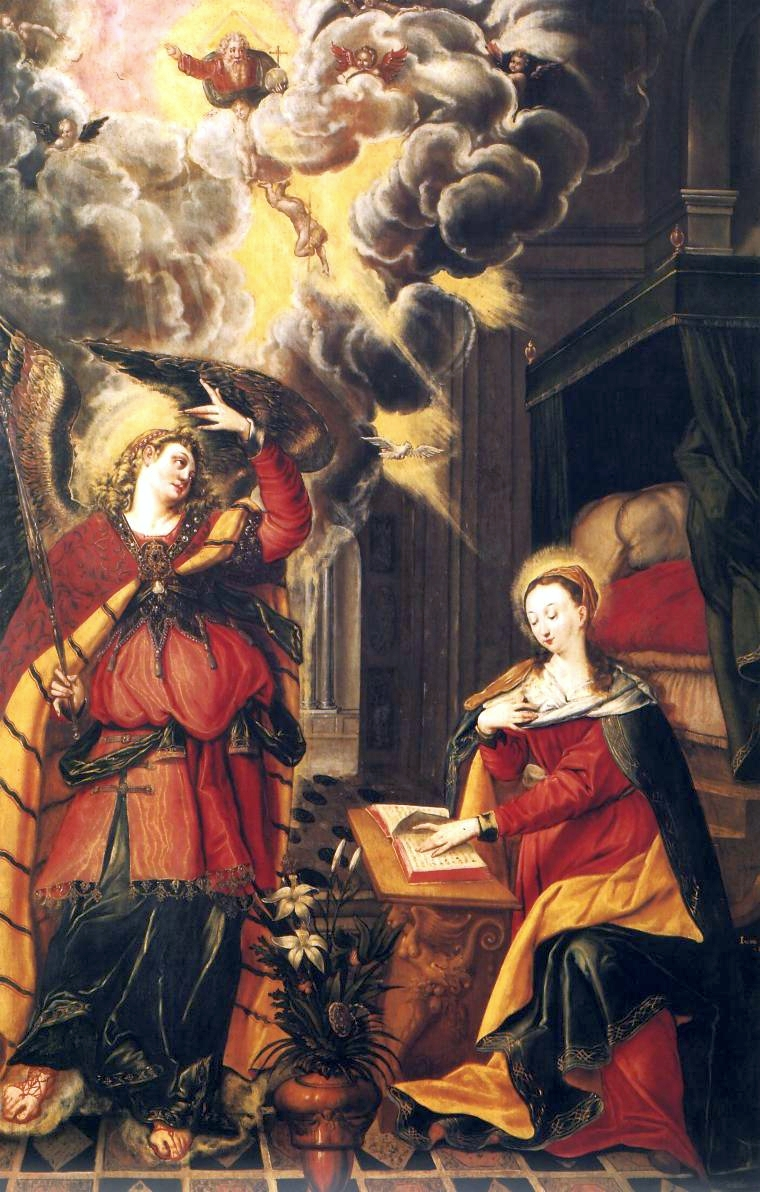
Schilderij Annunciatie van Jakob Mertens
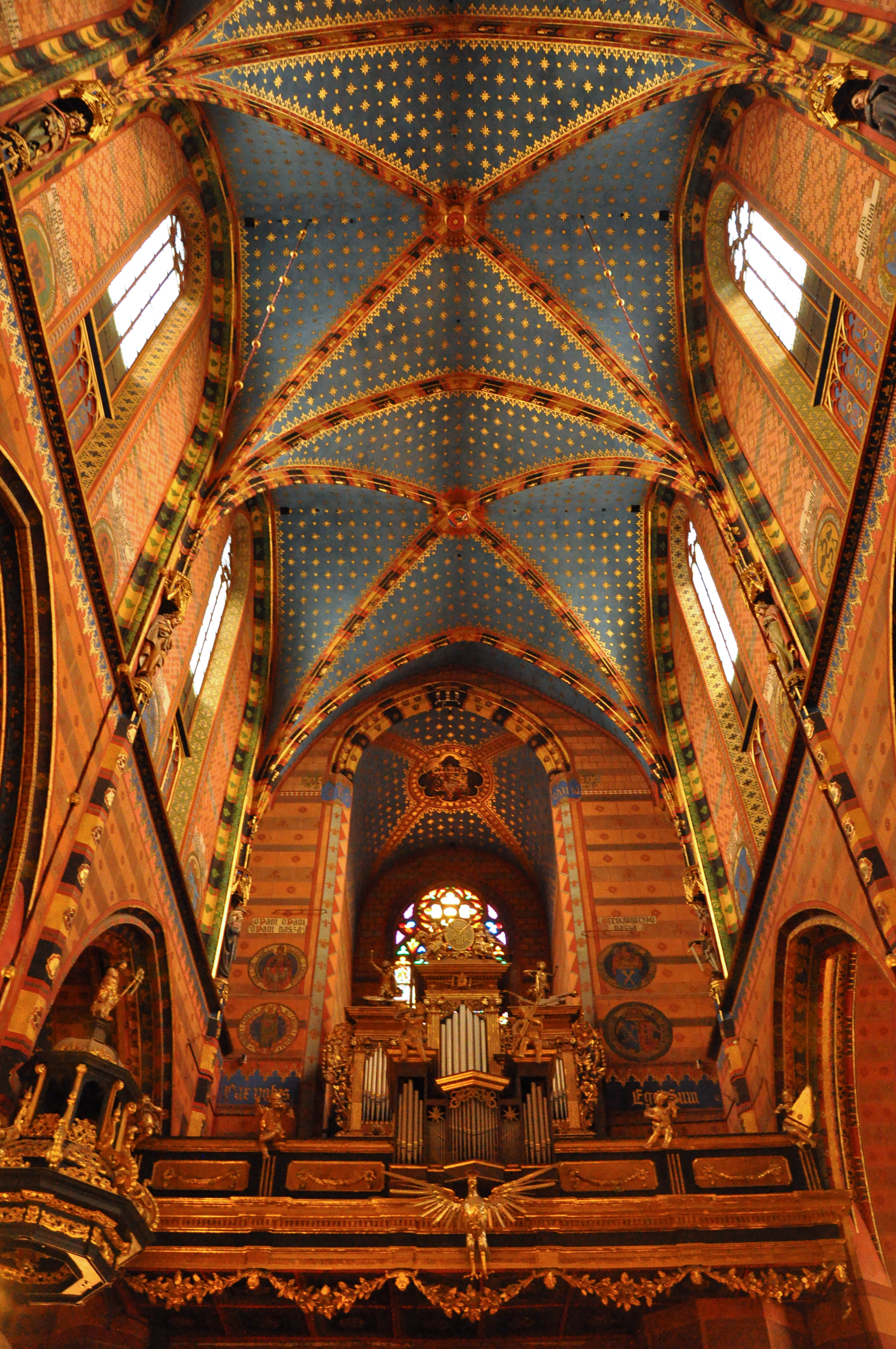
Orgel
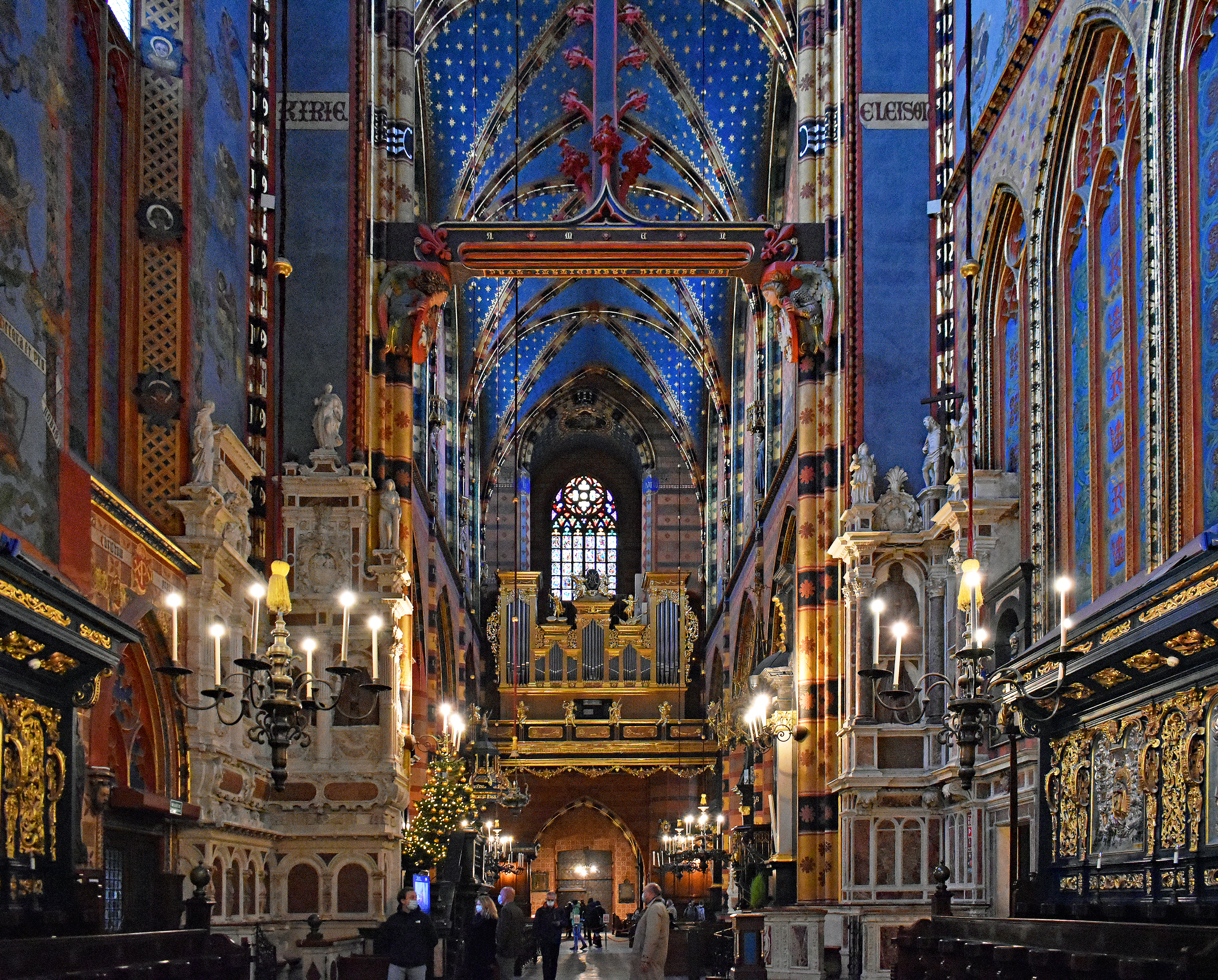
Interieur